# Tor Christian Klaussen
Tor Christian Klaussen (14 maggio 1980) è un giocatore di calcio a 5 ed ex calciatore norvegese, difensore del Vegakameratene.

## Carriera
Klaussen gioca per il Vegakameratene, dal 2010. Con questa maglia, ha vinto quattro campionati (2010-2011, 2011-2012, 2012-2013 e 2013-2014) ed ha giocato in Coppa UEFA: ha esordito in questa manifestazione il 13 agosto 2011, nella vittoria per 3-5 subita contro il Varna.
Attivo anche in campo calcistico, è stato in forza al Kvik dal 2006 al 2013. Ha successivamente vestito la maglia del Flatås.

## Statistiche

### Presenze e reti nei club
| Stagione    | Club        | Campionato  | Campionato | Campionato | Coppe nazionali | Coppe nazionali | Coppe nazionali | Coppe continentali | Coppe continentali | Coppe continentali | Supercoppe | Supercoppe | Supercoppe | Totale | Totale |
| Stagione    | Club        | Comp        | Pres       | Reti       | Comp            | Pres            | Reti            | Comp               | Pres               | Reti               | Comp       | Pres       | Reti       | Pres   | Reti   |
| ----------- | ----------- | ----------- | ---------- | ---------- | --------------- | --------------- | --------------- | ------------------ | ------------------ | ------------------ | ---------- | ---------- | ---------- | ------ | ------ |
| 2006        | Kvik        | 3D          | ?          | ?          | CN              | ?               | ?               | -                  | -                  | -                  | -          | -          | -          | ?      | ?      |
| 2007        | Kvik        | 3D          | ?          | ?          | CN              | ?               | ?               | -                  | -                  | -                  | -          | -          | -          | ?      | ?      |
| 2008        | Kvik        | 4D          | ?          | ?          | CN              | ?               | ?               | -                  | -                  | -                  | -          | -          | -          | ?      | ?      |
| 2009        | Kvik        | 4D          | ?          | ?          | CN              | ?               | ?               | -                  | -                  | -                  | -          | -          | -          | ?      | ?      |
| 2010        | Kvik        | 4D          | ?          | ?          | CN              | ?               | ?               | -                  | -                  | -                  | -          | -          | -          | ?      | ?      |
| 2011        | Kvik        | 3D          | ?          | ?          | CN              | ?               | ?               | -                  | -                  | -                  | -          | -          | -          | ?      | ?      |
| 2012        | Kvik        | 3D          | ?          | ?          | CN              | ?               | ?               | -                  | -                  | -                  | -          | -          | -          | ?      | ?      |
| 2013        | Kvik        | 5D          | ?          | ?          | -               | -               | -               | -                  | -                  | -                  | -          | -          | -          | ?      | ?      |
| Totale Kvik | Totale Kvik | Totale Kvik | ?          | ?          |                 | ?               | ?               |                    | -                  | -                  |            | -          | -          | ?      | ?      |
| 2015        | Flatås      | 5D          | ?          | ?          | -               | -               | -               | -                  | -                  | -                  | -          | -          | -          | ?      | ?      |
| Totale      | Totale      | Totale      | ?          | ?          |                 | ?               | ?               |                    | -                  | -                  |            | -          | -          | ?      | ?      |